# Liubov Baranova
Lyubov Baranova (n. 27 august 1929, raionul Vsevolojsk⁠(d), RSFS Rusă, URSS – d. 22 iunie 2015, Moscova, Rusia) a fost o schioară de fond ce a reprezentat Uniunea Republicilor Sovietice Socialiste, medaliată olimpică. A participat la 2 ediții ale Jocurilor Olimpice (1956, 1960) în care a câștigat o medalie de aur și 3 medalii de argint.